# Bohemian Rhapsody
«Bohemian Rhapsody» es una canción y sencillo de la banda británica de rock Queen. Fue escrita por Freddie Mercury para el álbum de 1975 titulado A Night at the Opera. «Bohemian Rhapsody» presenta una estructura inusual, más similar a una rapsodia clásica que a la música popular.
La canción no posee estribillo y consiste en seis secciones: una introducción de piano, una balada, un solo de guitarra, un segmento operístico, una sección de rock y una coda que retoma el tempo y la tonalidad de la balada introductoria. El solo de guitarra de esta canción ha sido considerado el vigésimo mejor de todos los tiempos en el Reino Unido.
Cuando se puso a la venta como sencillo, «Bohemian Rhapsody» se convirtió en un éxito comercial que permaneció en la cima de las listas británicas durante nueve semanas. Alcanzó allí el puesto número uno otra vez en 1991, tras la muerte de Freddie Mercury. En total, alcanzó 2 176 000 ventas, siendo el tercer sencillo más vendido de todos los tiempos en Reino Unido.

## Historia y grabación

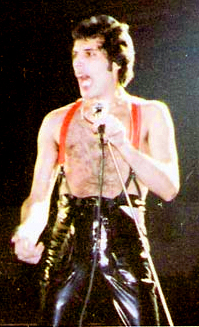
El autor de «Bohemian Rhapsody», Freddie Mercury, durante un concierto en 1979.

Freddie Mercury escribió la mayor parte de «Bohemian Rhapsody» en su casa de Holland Road, Kensington, al norte de Londres. El productor de la canción, Roy Thomas Baker, relató cómo Mercury tocó la balada introductoria para él: "Interpretó el comienzo en el piano. Luego se detuvo y dijo '¡Y aquí es donde empieza la sección de ópera!' Luego nos fuimos a cenar". El guitarrista Brian May dijo que la banda comentó que el esbozo de Mercury para la canción era "intrigante y original y digno de trabajarse". Mucho del material de Queen se escribía en el estudio según May, pero esta canción "estaba toda en la mente de Freddie" antes de que se sacara a la luz. La musicóloga Sheila Witeley sugirió que "el título se basa fuertemente en la ideología del rock contemporáneo, el individualismo del mundo de los artistas bohemios, con lo de 'rapsodia' afirmando los románticos ideales del rock como arte". Sobre lo de "bohemio", Daniel Michea dijo que "Mercury intentó [...] [que esta canción] fuera una suerte de ópera, algo fuera de las normas de las canciones de rock y sigue la lógica operística: coros de muchas voces alternados con solos similares a arias, las emociones son excesivas y la trama, confusa".
La canción se grabó en tres semanas, empezando en Rockfield Studio 1 el 24 de agosto de 1975, tras un ensayo de tres semanas en Herefordshire. Durante el proceso, se usaron otros cuatro estudios adicionales: Roundhouse, SARM, Scorpion y Wessex. Según los miembros de la banda, Mercury compuso mentalmente la canción y los dirigió él mismo. Usó un piano de cola para conciertos marca Bechstein, que aparece en el video promocional y en las giras por el Reino Unido. Es una de las grabaciones más elaboradas y mejor producidas en toda la historia del rock.
May, Mercury y Taylor cantaron continuamente de diez a doce horas por día, obteniendo 180 grabaciones separadas. Como los estudios de aquella época solo disponían de cintas analógicas de 24 pistas, fue necesario que los tres se sobre grabaran numerosas veces y reiteraran estas grabaciones en sucesivas submezclas. Al final, terminaron usando cintas de octava generación.

## Composición y análisis
La canción, como su nombre sugiere, es una rapsodia musical que consta de seis secciones: introducción, balada, solo de guitarra, ópera, rock y coda o final. Este formato, con cambios abruptos de estilo, tonalidad y tempo es inusual en la música rock. Una versión de este estilo había sido empleada en el pasado por la banda en canciones como "My Fairy King" o "The March of the Black Queen", pertenecientes a los álbumes Queen y Queen II respectivamente. El New York Times ha comentado que "la característica más destacada de la canción es su letra fatalista". Mercury se negó a explicar su composición, diciendo solo que trataba sobre relaciones. Pese a todo, Queen no reveló nunca el verdadero significado de la canción. Tras el lanzamiento del sencillo, el cantante declaró:

Es una de esas canciones que tienen un aura de fantasía alrededor. Pienso que la gente debería simplemente escucharla, pensar en ella y luego formar su propia opinión acerca de lo que les dice... «Bohemian Rhapsody» no salió de la nada. Hice algunas investigaciones, porque está pensada para ser un modelo de ópera, ¿por qué no?

El primer título de la canción parece haber sido «Mongolian Rhapsody» (Rapsodia Mongola). Así aparece en el primer borrador escrito por Mercury, donde la palabra «Mongolian» está tachada y encima de ella aparece escrita la palabra «Bohemian». Ambas palabras se refieren a las regiones de Mongolia y Bohemia, mientras que «rapsodia» hace referencia al formato de la obra, compuesto por diversas unidades rítmicas y temáticas. 
May, por su parte, supone que la canción contiene referencias veladas a los problemas personales del pianista. Sostiene que "Freddie era una persona muy compleja: frívolo y gracioso en la superficie, pero a la vez ocultaba inseguridades y problemas de su niñez. Nunca ha explicado la letra, pero creo que puso mucho de sí mismo en aquella canción". May ha dicho que el núcleo de la letra era un secreto exclusivo del compositor. En un documental de la BBC sobre el proceso de creación de «Bohemian Rhapsody», Roger Taylor comentó que el verdadero significado de la canción es "claramente de auto-exposición, con sólo unas pequeñas partes sin sentido en el medio".
Sin embargo, cuando la banda lanzó un disco recopilatorio con sus grandes éxitos en Irán, se incluyó un folleto en persa, que contenía las traducciones de las letras a este idioma y sus explicaciones. En el caso de «Bohemian Rhapsody», se aclaraba que trata sobre un hombre que mató a alguien y, como Fausto, vendió su alma al demonio. La noche antes de su ejecución, llama a Dios en árabe, diciendo "Bismi llāh" (Basmala: "en el nombre de Dios"), y con la ayuda de sus ángeles puede recuperar su alma, que estaba en manos de Satán.
A pesar de esto, los críticos siempre han especulado sobre el significado de la letra. Algunos creen que describe un asesino suicida atrapado por demonios o solo sucesos antes de una ejecución. Esta última explicación remite a la novela de Albert Camus El extranjero, en la cual un joven confiesa un asesinato llevado a cabo por un impulso y tiene una visión antes de serle aplicada la pena capital, que pudo servir a Mercury como posible inspiración. Otros piensan que la letra solo fue compuesta para acompañar la música y no tiene significado. Kenny Everett ha citado a Mercury afirmando que aquella letra era "un conjunto aleatorio de rimas sin sentido".
Sheila Whiteley sugiere que Mercury había llegado a un punto de inflexión en su vida personal en 1975. Había estado viviendo con Mary Austin durante siete años, pero en aquel año había tenido su primera pareja homosexual. La interpretación de Whiteley es que la canción refleja el estado emocional del artista en ese tiempo: "[Estaba] viviendo con Mary ('Mama', 'madre' como se llama a la Virgen María) y quería dejarla (Mama Mia let me go)".

### Introducción (0:00–0:48)
La canción comienza con un canto a capela introductorio en la tonalidad de si bemol. Pese a que en el video promocional se ve a los cuatro integrantes de la banda cantando, esa parte se creó superponiendo cuatro cintas con la voz de Freddie Mercury. La letra cuestiona si la vida es "real" o "sólo fantasía", antes de concluir que "no hay escape de la realidad". En la canción original puede escucharse: "Is this the real life? Is this just fantasy? Caught in a landslide, no escape from reality" ("¿Es esto la vida real? ¿Es sólo fantasía? Atrapado en un derrumbe, no hay escape de la realidad"). Sheila Whiteley comenta:

El ritmo sigue la natural inflexión de las palabras, los coros en bloque sin ninguna melodía de fondo crean una ambigüedad subyacente, sostenida por el cambio armónico desde el si bemol a do, y los límites entre "the real life" y "just fantasy" están marcados por una cierta inestabilidad, como "caught in a landslide".

Quince segundos después, hace su entrada el piano y la voz de Mercury se alterna con otras partes vocales. El narrador se presenta como un pobre chico que no necesita que le tengan compasión porque "fácil viene y fácil se va". La escala cromática usada para estos versos ayuda a crear una atmósfera de ensueño. El final de esta sección está marcado por la entrada del bajo y la posición de manos cruzadas en el piano en si bemol.

### Balada (0:49–2:35)

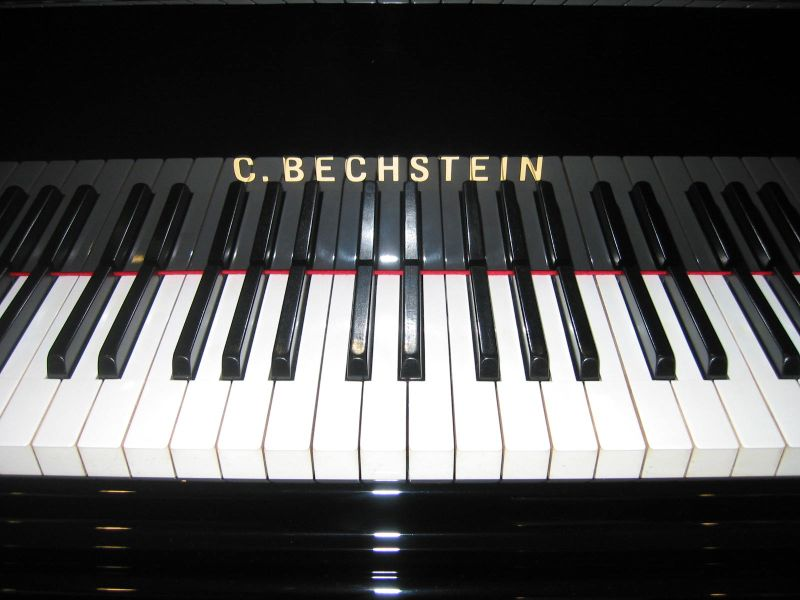
Marca de piano que usó Freddie Mercury en el vídeo del sencillo. Sin embargo, este es blanco.

El piano continúa la balada en si bemol, y tras tres repeticiones el acorde es interpretado en sol menor y así sucesivamente. El bajo de Deacon entra tocando la primera nota y el canto cambia la armonía y da paso a un apasionado solo interpretado por Mercury. El narrador explica a su madre que "acaba de matar a un hombre", con "una pistola [puesta] contra su cabeza", y que con este acto arruinó su vida. Sobre esta sección de confesión, Whiteley comenta que "afirma la necesidad de absolución y presenta a la fuerza femenina como nutricia y dadora de vida".
La línea cromática del bajo se modula a mi bemol, haciendo que la balada tenga un tono desesperado. La batería de Taylor entra en el minuto 1:19 ejecutando un ritmo en 1-1-2, parecido al usado en la canción "We Will Rock You", en forma de balada y el narrador hace la segunda de las tantas invocaciones a su madre en otra tonalidad, contradiciéndose con el tema melódico anterior. Pide disculpas a su madre por hacerla llorar debido a que no sabe si estará mañana a la misma hora y le pide que continúe con su vida como si nada pasara. Tras una truncada frase descendiente en el piano comienza una nueva repetición del patrón de las manos cruzadas en si bemol.
El narrador muestra lo cansado que está y lo mal que se siente por sus acciones pasadas, mientras que la guitarra de May entra a imitar el registro superior del piano en el minuto 1:50. May produce el escalofrío del que habla el tema arañando las cuerdas en el otro lado del puente de la guitarra. El narrador se despide del mundo anunciando que debe prepararse "para enfrentar la verdad". En esta parte, en el video promocional, Mercury abandona el piano e interpreta los dos versos siguientes de pie con un micrófono. El bajo cromático modula quedándose en la tonalidad de la, como en la sección operística.
Resaltando la naturaleza fálica de las pistolas, Peirano sugiere que la canción es un "melodrama del erotismo masculino", aunque a diferencia de Whiteley, no se basa en detalles biográficos de su compositor. Peirano da una lectura basada en el complejo de Edipo, citando partes de la letra con connotaciones sexuales ("Too late, my time has come/Sends shivers down my spine/Body's aching all the time").Como Whiteley, Peirano identifica estos versos como culpa y deseo:

Para muchos adolescentes que escuchen esta canción, estas frases pueden describir las sensaciones físicas del despertar sexual y las emociones conflictivas que lo acompañen. Si dicho despertar está orientado a la homosexualidad, será más grande la culpa y la necesidad de confesarlo.

### Solo de guitarra (2:36–3:02)
Mientras que Mercury canta el verso "I sometimes wish I'd never been born at all" ("A veces desearía nunca haber nacido"), la banda hace que el sonido crezca en intensidad, concluyendo con un solo de May que hace de puente entre la balada y la sección de ópera. La intensidad sigue creciendo, pero cuando la línea de bajo termina su descenso estableciendo la nueva tonalidad, el sonido se corta abruptamente en el minuto 3:03, quedando solamente acordes en la mayor en el piano. May utilizó una de las configuraciones más singulares que le proporcionaba la Red Special: pastilla del mástil y central desfasadas. Esta combinación elimina gran parte de las frecuencias graves, realzando los armónicos de las notas. El timbre resultante tiene un carácter muy agudo que, combinado con el Treble Booster y la saturación natural del VOX AC30, consigue que la guitarra "grite" (cuando a May se le preguntaba por el sonido del solo, afirmaba que "I wanted the guitar to scream" - "quería que la guitarra gritara").
El productor Roy Thomas Baker dijo que el solo de May fue grabado en una sola toma. El guitarrista afirmó que quiso componer "una pequeña melodía que haga de contraparte a la principal, no quise simplemente tocar la melodía". May afirmó que su mejor material se basa en esta forma de trabajo, en la que se piensa en la melodía antes de tocarla: "Los dedos se vuelven predecibles a menos que sean dirigidos por el cerebro".
Judith Peirano comentó que "el joven héroe, ya habiendo confesado su crimen a su madre, deja su casa para 'enfrentar la verdad' y luego se encuentra en el extraño mundo de la ópera italiana". Su viaje está representado por el solo de guitarra que da paso a los acordes del piano". Compara el interludio instrumental con el "mismo momento estructural" que se presenta en la canción de The Beatles "A Day in the Life", cuando "la orquesta se detiene tras la primera sección de fantasía y suenan los acordes en el piano".

### Ópera (3:02–4:07)
Rápidos y abruptos cambios de ritmo y armonía introducen esta sección pseudo operística, que contiene la mayor parte de los efectos de las grabaciones superpuestas. Aquí se describe el descenso del narrador al infierno. Mientras que el pulso normal de la canción se mantiene, la dinámica de la canción varía enormemente en cada estrofa. Se pasa de Mercury cantado solo con el piano a un coro de muchas voces sostenido por un acompañamiento de bajo, batería, piano y timbales. El efecto del coro tan numeroso fue creado superponiendo las 180 cintas separadas que se obtuvieron de las grabaciones de doce horas al día de May, Mercury y Taylor. Estas cintas luego fueron combinadas para crear submezclas. Según Taylor, las voces de May y Mercury combinadas con la suya producían un amplísimo registro vocal: "Brian podía cantar muy bajo, Freddie poseía una voz poderosa cuando se quedaba en el medio y yo era bueno cantando muy agudo". La banda quiso crear "una pared de sonido, que empieza en lo grave y termina en lo agudo". La banda usó un efecto campana para los versos "Magnifico" y "Let me go" ("Déjame ir"). En este último verso, las notas altas de Taylor continúan sonando cuando el resto del "coro" se detiene.
La letra hace referencia a Scaramouche, el fandango del acto III de Las bodas de Fígaro de Wolfgang Amadeus Mozart, Galileo, Fígaro Magnífico, refiriéndose al Magnificat de Bach y Bismillah como personajes que luchan por el alma del muchacho. Peirano llama a la secuencia "una suerte de juicio y un rito de pasaje. Un coro acusa y el otro defiende, mientras que el héroe se presenta como inocente". Luego, se utiliza la misma escala cromática que en el principio de la canción en "I'm just a poor boy, nobody loves me" ("Soy sólo un pobre muchacho, nadie me ama"). La sección finaliza con un coro numeroso interpretando el verso "Beelzebub has a devil put aside for me" ("Belcebú tiene un demonio reservado para mí"), en la tonalidad de si bemol. Roger Taylor interpreta las notas más altas con su falsete en si bemol en la quinta octava.
Usando la tecnología disponible en aquel entonces, la sección de ópera tardó tres semanas en grabarse. El productor Roy Thomas Baker dijo que "cada vez que Freddie cantaba un 'Galileo', yo tenía que añadir otro pedazo de cinta al rollo". Sobre la dificultad de Mercury para expresar su sexualidad, Whiteley destaca el rol de las voces graves, que se relacionan con lo masculino, y las agudas, asociadas con lo femenino. Estas voces cumplen un papel importante en la expresión de su necesidad de liberación.

### Rock (4:08–4:55)
La sección operística conduce a un interludio de rock con un ostinato interpretado por la guitarra y escrito por Mercury. En el minuto 4:15, el pianista canta agresivamente dirigiéndose a un you (tú, usted) inespecífico, acusándolo de traición y abuso con el verso «can't do this to me, baby» (no puedes hacerme esto, cariño), que puede interpretarse en función a los sucesos descritos en la sección de balada, sobre todo el asesinato. Luego se pueden escuchar las tres voces superpuestas de un solo de guitarra compuesto por escalas y Mercury interpreta algo similar en el piano.
Peirano escribe que, tras el juicio en la parte operística, «el héroe se vuelve desafiante y sale victorioso de la ópera como un rebelde». La crítica Sheila Whiteley piensa que esta sección es una declaración de la necesidad de abrazar la vida homosexual, de dejar a Mary Austin para poder vivir con otro hombre y sentirse más libre.

### Coda (4:55–5:55)
Después de que Mercury cante las notas ascendientes en la escala si bemol, la canción regresa al tiempo y la forma de la introducción y la balada. La guitarra acompaña al coro que dice "ooh yeah" sucesivas veces. El sonido de la guitarra pasa por un amplificador diseñado por el bajista John Deacon, llamado "Deacky Amp". La línea que dice "nothing really matters" ("Nada realmente importa") aparece de nuevo, sugiriendo con las tonalidades menores resignación y sensación de libertad debido al amplio registro que utiliza el cantante.
Según Judith Peirano, esta sección final añade "un nivel de resistencia al rock masculino". Esta resistencia se logra a través de "la instancia bohemia detrás de la identidad, que implica una pobre auto-definición (Anyway the wind blows)". La línea final es seguida por un golpe de gong, ejecutado por Roger Taylor, que libera la tensión provocada a lo largo de toda la canción.

## Lanzamiento

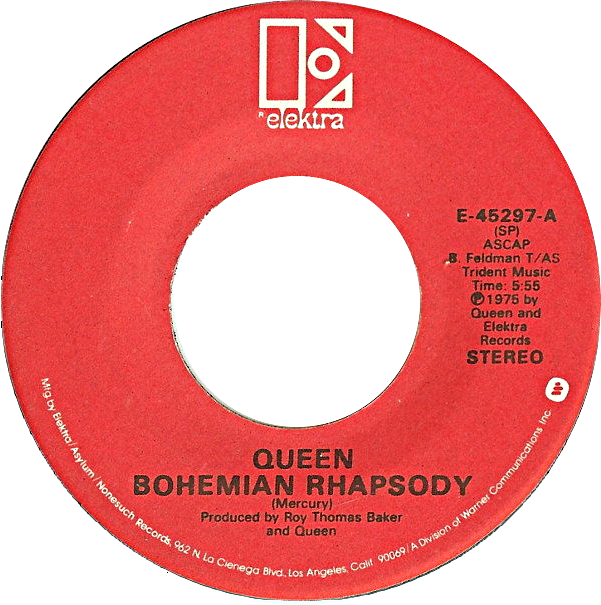
El vinilo del sencillo «Bohemian Rhapsody».

Cuando la banda quiso estrenar «Bohemian Rhapsody» como sencillo, varios ejecutivos le señalaron que debido a su larga duración nunca llegaría a ser un gran éxito. Según Baker, él y Queen le dieron al DJ Kenny Everett una copia de la canción, diciéndole que nunca debía emitirla en la radio. Su contestación fue, según el productor: "Nunca lo haré", mientras guiñaba un ojo. Everett solo pasó partes de la canción y su audiencia le demandó que la pusiera en el aire muchas veces, llegando a reproducirla catorce veces en dos días. Hordas de seguidores trataron de comprar el sencillo el lunes siguiente, pero «Bohemian Rhapsody» todavía no había salido a la venta. Ese mismo fin de semana, Paul Drew, quien dirigía la radio RKO en Estados Unidos, escuchó la canción en el programa de Everett en Londres. Drew consiguió una copia del sencillo y empezó a reproducirlo en su país, en asociación con la discográfica estadounidense de Queen, Elektra. En una entrevista con Sound on Sound, Baker comentó que "era curioso cómo en ambos lados del Atlántico se emitía un sencillo por la radio que las discográficas rechazaron tanto". Finalmente, el sencillo fue puesto a la venta, con la canción "I'm in Love with My Car" como lado B.
La canción monopolizó las listas de éxitos británicas, permaneciendo en su cima durante nueve semanas. «Bohemian Rhapsody» fue el primer sencillo en estar dos veces en el puesto número uno con la misma versión. Tras la muerte de Freddie Mercury en 1991 fue sacado otra vez a la venta con "These Are the Days of Our Lives" como lado B, permaneciendo en el primer lugar durante cinco semanas.
En Estados Unidos, el sencillo fue un éxito, pero a menor escala que en el Reino Unido. El sencillo original, estrenado a principios de 1976, llegó al puesto número nueve del Billboard Hot 100, mientras que su lanzamiento en 1992 alcanzó el segundo lugar. En una entrevista, Anthony DeCurtis de la revista Rolling Stone comentó que «Bohemian Rhapsody» es «la quinta esencia de la clase de cosas que no tienen éxito en Estados Unidos».

## Vídeo promocional

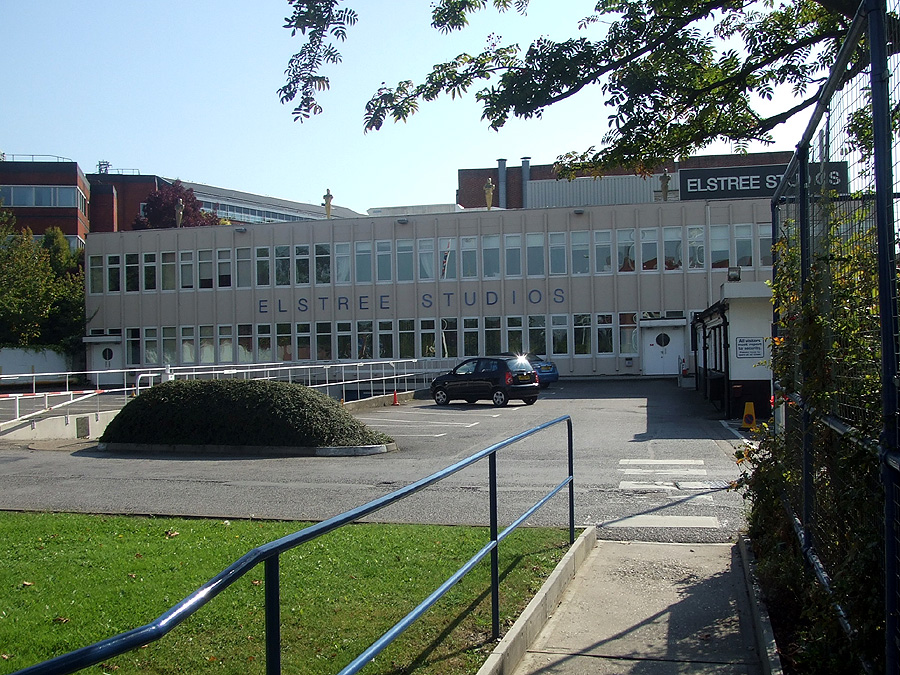
Estudios Elstree, donde se filmó el video musical.

Pese a que muchos artistas habían hecho videoclips para acompañar sus canciones (incluyendo a los mismos miembros de Queen, en canciones como "Keep Yourself Alive", "Seven Seas of Rhye", "Killer Queen" y "Liar", que ya tenían "promociones pop", como se llamaban en aquel entonces, no fue hasta después del éxito de «Bohemian Rhapsody» cuando producir esta clase de videos para acompañar los sencillos se convirtió en una práctica regular de las discográficas. Estos videos luego podían ser reproducidos en los espectáculos televisivos sin la necesidad de que el artista estuviera allí en persona. Los videos permitieron al artista mostrar lo que quisiera, no solamente a su banda interpretando la canción. Según May, el video fue hecho de tal manera que nadie pudiera imitarlo en programas como Top of the Pops, porque eso no encajaba con su estilo.
La banda firmó con una compañía llamada Trillian y el video se filmó en los estudios Elstree, donde Queen practicaba para las giras. Fue dirigido por Bruce Gowers, quien ya había dirigido otro video en directo de la banda en 1974 en el Rainbow Theatre y fue grabado por el director Barry Dodd y su asistente Jim McCutcheon. La toma de planos solo les llevó cuatro horas y costó entre cuatro mil y cuatro mil quinientas libras. La banda estuvo involucrada en la discusión sobre cómo hacer el video y en el resultado final.
El video empieza con una postal de los cuatro miembros de la banda en una oscuridad parcial cantando la parte a capela. Luego, el rostro de Mercury se superpone a los de los demás cuando canta su primera línea en solitario. La formación de dicha imagen es la misma que usaron para la portada de Queen II. Esta fotografía, inspirada en una de Marlene Dietrich, es la imagen de Queen que más le gusta a la banda.
Todos los efectos especiales fueron creados durante la grabación. El de la imagen de Freddie Mercury extendiéndose hacia lo lejos en azul fue logrado mediante la colocación de la cámara frente a un monitor. El de la colmena se logró usando lentes con dicha forma.
Después de la introducción, se ve a los miembros de Queen tocando sus respectivos instrumentos. En la sección operística, se vuelve a verlos de pie en esa posición y en el rock vuelven a un escenario.
El video se editó cinco horas después porque sería estrenado la misma semana en que fue grabado. Fue enviado a la BBC cuando estuvo listo y se emitió en el programa Top of the Pops en noviembre de 1975.

## Recepción y crítica

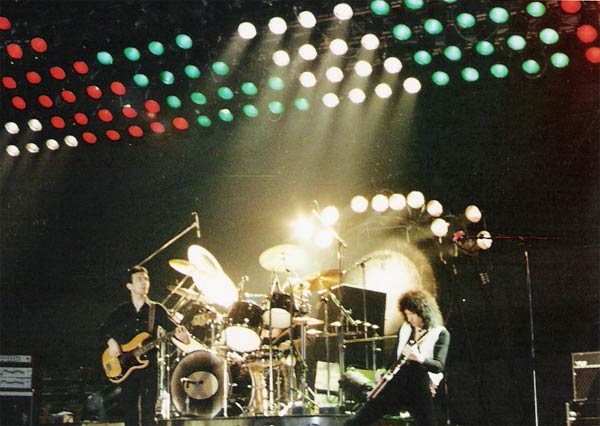
Queen durante un concierto en Hanóver en 1979.

Pese a que la canción es una de las más reverenciadas en la historia de la música popular, algunas críticas iniciales fueron negativas. Melody Maker dijo que Queen "se aproximaba a la furia demencial de la Balham Amateur Operatic Society al interpretar «The Pirates of Penzance»". El crítico Allan Jones dijo escuchar "una levemente impresionante imitación del estilo operístico".
La canción ganó numerosos premios y fue versionada en muchas ocasiones. En 1977, dos años después de su lanzamiento, British Phonographic Industry nombró a «Bohemian Rhapsody» el mejor sencillo británico del período 1952-1977. El sencillo figura regularmente en las listas de las mejores canciones y el Libro Guinness de los Récords lo nombró el mejor sencillo británico de todos los tiempos. En 2004, la revista Rolling Stone ubicó esta canción en el puesto número 163 en su lista de las mejores canciones de todos los tiempos, para la actualización de 2021 alcanzó el puesto 17.
Además, la canción quedó en el décimo puesto en una encuesta de la BBC que pretendía hallar la canción favorita del mundo. En el 2000 fue segunda tras "Imagine" de John Lennon en una encuesta realizada por Channel 4 sobre los mejores sencillos número uno de todos los tiempos. «Bohemian Rhapsody» figuró entre los cinco primeros puestos del Top 100 Aller Tijden ("Top 100 de todos los tiempos") alemán desde 1977, alcanzando la cima ocho veces. En el anual "Top 2000", que funciona desde 1999, estuvo, hasta 2005, en el puesto número uno cada año. En 2005, pasó al segundo puesto, para recuperar su anterior ubicación en 2006. En las ediciones de 2007, 2008 y 2009 volvió a estar en la cima una vez más.
En 2004 la canción fue ubicada en el Grammy Hall of Fame. En ese mismo año, la canción fue la más transmitida en las radios británicas, en clubes y espacios públicos tras "A Whiter Shade Of Pale" de Procol Harum.

### Wayne's World
La canción disfrutó de renovada popularidad en 1992 como parte de la banda sonora de la película Wayne's World. La directora del filme, Penelope Spheeris, dudaba si usar la canción, porque no se correspondía con los gustos musicales de los personajes principales, fanáticos del heavy metal y el hard rock. Sin embargo, Mike Myers insistió en que la canción sí combinaba con la escena.
Según Theodore Gracyk, en 1992, cuando fue estrenada la película, hasta las emisoras de rock clásico dejaron reproducir la canción de seis minutos. Gracyk sugiere que el comenzar la canción en la mitad después de "la letra que provee la narrativa de la canción [...] fuerza al público de la película a responder a su presencia en la escena sin el 'comentario' de la letra". Gracias a «Bohemian Rhapsody», la banda sonora de Wayne's World fue un gran éxito.
Se estrenó un nuevo video, con extractos del video original, con conciertos en directo de la banda y algunas escenas de la película. La versión del video de «Bohemian Rhapsody» de Wayne's World hizo que Queen ganara un premio de la MTV por mejor video para una película. Cuando Brian May y Roger Taylor subieron al escenario para aceptar el premio, el primero estaba muy emocionado al pensar que "Freddie estaría contento".
Myers se horrorizó cuando descubrió que la compañía de grabación había mezclado fragmentos del video de Queen con pequeños extractos de Wayne's World, creyendo que esto enojaría a la banda. Entonces, le pidió a la discográfica que dijera que lo del video no había sido idea suya y se disculpó ante Queen. Sus miembros le respondieron simplemente diciéndole "gracias por usar nuestra canción". Esto impresionó mucho a Myers, quien sentía ganas de decirles "gracias por dejarme tocar el dobladillo de su ropa".
En la escena final del video, la pose del video de «Bohemian Rhapsody» se desvanece para dar paso a una fotografía idéntica pero tomada en 1985 para el video de "One Vision".

## Interpretación en directo

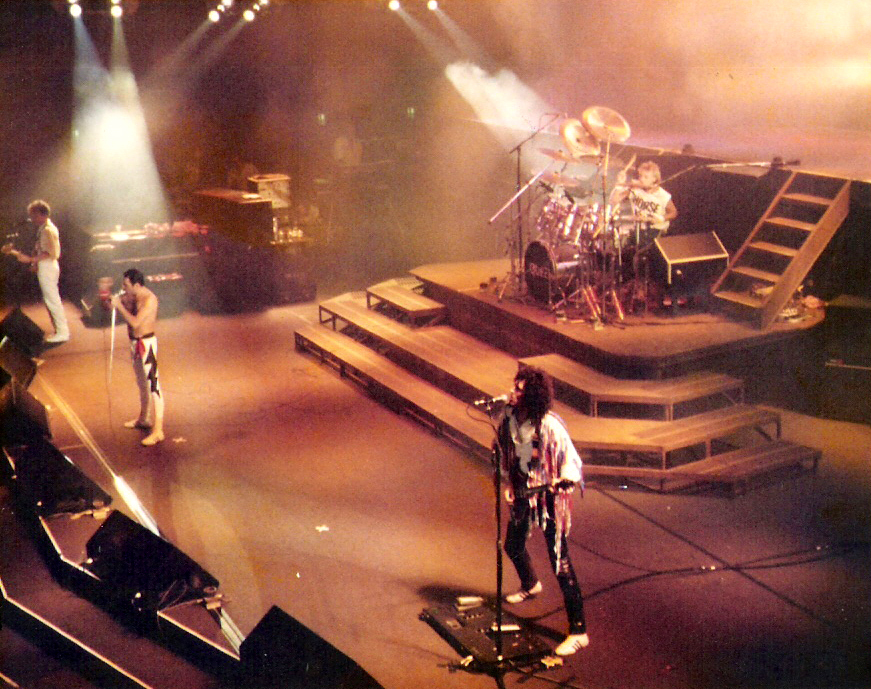
Queen durante un concierto en directo en 1984.

El comienzo a capela era muy complejo como para ser interpretado en directo, por lo que Mercury inventó muchas introducciones para abrir la balada. Cuando la canción "Mustapha" se volvió muy común en sus presentaciones, el cantante comenzó a usar el comienzo de ésta, ya que era más fácil de cantar a una sola voz. Durante el Hot Space Tour y en otras ocasiones, Mercury hacía una improvisación en el piano (a veces la introducción de "Death on Two Legs"), que terminaba con las primeras notas de «Bohemian Rhapsody». En otras ocasiones, después del final de cualquier canción, Mercury se sentaba en el piano, decía unas palabras y empezaba a interpretar la balada.
Inicialmente y siguiendo al lanzamiento del sencillo, la sección operística fue un problema para la banda. Debido a los efectos logrados durante la grabación, esta parte no podía ser interpretada en directo. El grupo no tuvo un tiempo suficiente de descanso entre las giras de Sheer Heart Attack y A Night at the Opera como para encontrar una manera de poder cantar esa parte en directo, por lo que acordaron dividir la canción en tres partes, que serían tocadas a lo largo de la noche. La balada inicial y la coda estarían como principio y final, respectivamente, de un popurrí con "The March of the Black Queen" y "Killer Queen" que reemplazarían las secciones restantes de «Bohemian Rhapsody». En el concierto de 1976 donde se tocaba el mismo popurrí, la sección de ópera del álbum se reproducía en cinta como introducción a la lista de canciones. Durante esta reproducción, Mercury aparecía brevemente para cantar en vivo la línea, "I see a little sillhouetto of a man" ("Veo una pequeña silueta de un hombre"). A medida que la canción pasaba a la sección de rock, la banda emergía en el escenario lleno de humo: la reproducción terminaría en este punto, y la sección de rock se interpretaría en vivo (sin la sección de balada final, que apareció más adelante en el set).

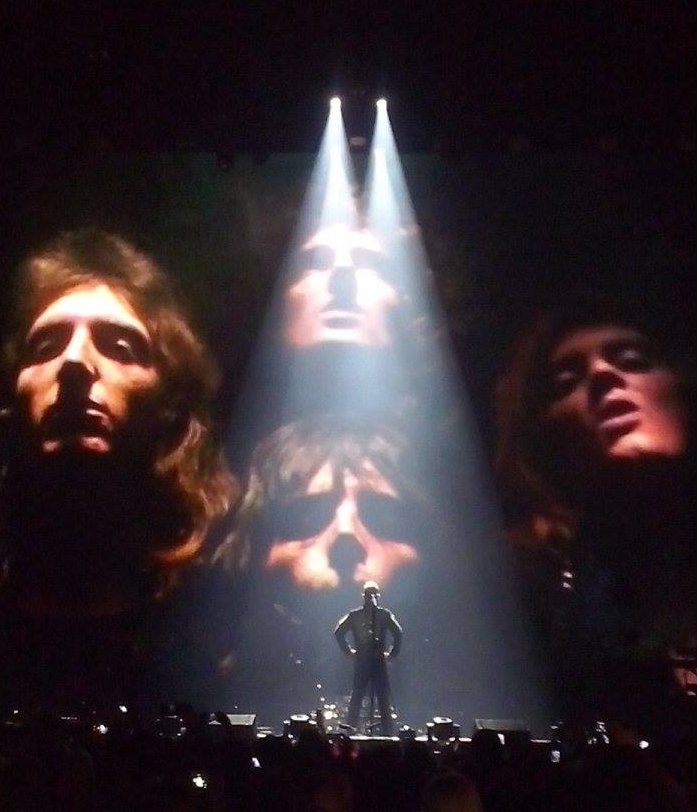
Robbie Williams interpretando «Bohemian Rhapsody» en 2015.

En la gira de A Day at the Races en 1977, la banda adoptó su forma definitiva de interpretar «Bohemian Rhapsody» en sus conciertos. La balada inicial sería interpretada en el escenario y tras el solo de Brian May, las luces se apagarían y Queen abandonaría el escenario. La sección operística sería reproducida en una cinta. Luego, una explosión de fuegos artificiales anunciaría el retorno del grupo al escenario, para interpretar la parte de rock y la balada final. Queen interpretó así la canción durante su Magic Tour en 1986. De esta manera también fue tocada en el Concierto homenaje a Freddie Mercury, con Elton John cantando la balada del comienzo y Axl Rose la parte de rock, haciendo a dúo el final.
Fue interpretada en el concierto benéfico Live Aid en 1985 en una versión recortada durante los 20 minutos de la banda.
En las giras de Queen + Paul Rodgers, se mostraba un video de Mercury tocando el piano y cantando el primer segmento mientras los otros músicos interpretaban sus partes. Paul Rodgers no participaba.
Imágenes del concierto Live at Wembley '86 fueron usadas para la gira de 2005-2006 y las de su actuación en Montreal en 1981 se emplearon para la gira Rock the Cosmos Tour. Como en las giras de Queen, la banda salía de escena para la sección de ópera, mientras se reproducía un video en tributo a Freddie Mercury y John Deacon debido a la retirada de este último. Cuando la parte de rock empezaba, las luces volvían y la banda entera interpretaba dicho segmento. En el final Rodgers cantaba a dúo con la grabación de Mercury, permitiendo que el público los acompañara, mientras en el video se veía a Mercury saludando al público. Luego Rodgers repetía la línea final de la canción, mientras Mercury sonreía a su audiencia. Brian May comentó sobre esto que ellos "tuvieron que enfrentar el desafío de colocar a Freddie en su justo lugar, pero sin disminuir a Paul de ninguna forma. Esto además nos hacía ser percibidos como vivos y 'presentes', pero igualmente conscientes y orgullosos de nuestro pasado, como debe ser".

## Lista de posiciones
| Listas de 1975 y 1991                        | Posición |
| -------------------------------------------- | -------- |
| UK Singles Chart                             | 1        |
| Lista de sencillos de Irlanda                | 1        |
| Lista de sencillos de Nueva Zelanda          | 1        |
| Lista de sencillos de Países Bajos           | 1        |
| Billboard Hot 100 de EE.UU                   | 2        |
| Lista de sencillos de Suiza                  | 4        |
| Lista de sencillos de Noruega                | 4        |
| ARIA (Australia)                             | 5        |
| Lista de sencillos de Alemania Media Control | 7        |
| Lista de sencillos de Austria                | 8        |
| Lista de sencillos de Francia                | 15       |
| Lista de sencillos de Suecia                 | 18       |

## Créditos
- Músicos:
  - Freddie Mercury: Voz principal, coros y piano.
  - Brian May: Guitarra eléctrica y coros.
  - Roger Taylor: Batería, percusión y coros.
  - John Deacon: Bajo.